# Saint-Jean-de-Touslas
Saint-Jean-de-Touslas és un municipi francès situat al departament del Roine i a la regió d'Alvèrnia-Roine-Alps. L'any 2007 tenia 712 habitants.

## Demografia

### Població
El 2007 la població de fet de Saint-Jean-de-Touslas era de 712 persones. Hi havia 266 famílies de les quals 49 eren unipersonals (21 homes vivint sols i 28 dones vivint soles), 86 parelles sense fills, 114 parelles amb fills i 17 famílies monoparentals amb fills.
La població ha evolucionat segons el següent gràfic:
Habitants censats

### Habitatges
El 2007 hi havia 286 habitatges, 270 eren l'habitatge principal de la família, 8 eren segones residències i 8 estaven desocupats. 228 eren cases i 58 eren apartaments. Dels 270 habitatges principals, 192 estaven ocupats pels seus propietaris, 72 estaven llogats i ocupats pels llogaters i 6 estaven cedits a títol gratuït; 2 tenien una cambra, 19 en tenien dues, 50 en tenien tres, 66 en tenien quatre i 134 en tenien cinc o més. 213 habitatges disposaven pel capbaix d'una plaça de pàrquing. A 91 habitatges hi havia un automòbil i a 169 n'hi havia dos o més.

### Piràmide de població
La piràmide de població per edats i sexe el 2009 era:
| Homes | Edats   | Dones |
| ----- | ------- | ----- |
| 0     | 95 o +  | 0     |
| 0     | 90 a 94 | 0     |
| 0     | 85 a 89 | 0     |
| 0     | 80 a 84 | 0     |
| 8     | 75 a 79 | 8     |
| 8     | 70 a 74 | 4     |
| 12    | 65 a 69 | 16    |
| 20    | 60 a 64 | 16    |
| 12    | 55 a 59 | 16    |
| 28    | 50 a 54 | 24    |
| 20    | 45 a 49 | 32    |
| 20    | 40 a 44 | 8     |
| 36    | 35 a 39 | 24    |
| 32    | 30 a 34 | 44    |
| 28    | 25 a 29 | 8     |
| 24    | 20 a 24 | 8     |
| 32    | 15 a 19 | 20    |
| 24    | 10 a 14 | 20    |
| 28    | 5 a 9   | 20    |
| 16    | 0 a 4   | 24    |

## Economia
El 2007 la població en edat de treballar era de 475 persones, 375 eren actives i 100 eren inactives. De les 375 persones actives 367 estaven ocupades (194 homes i 173 dones) i 7 estaven aturades (4 homes i 3 dones). De les 100 persones inactives 42 estaven jubilades, 42 estaven estudiant i 16 estaven classificades com a «altres inactius».

### Ingressos
El 2009 a Saint-Jean-de-Touslas hi havia 303 unitats fiscals que integraven 841,5 persones, la mediana anual d'ingressos fiscals per persona era de 21.640 €.

### Activitats econòmiques
Dels 19 establiments que hi havia el 2007, 1 era d'una empresa alimentària, 2 d'empreses de fabricació d'altres productes industrials, 5 d'empreses de construcció, 3 d'empreses de comerç i reparació d'automòbils, 4 d'empreses de transport, 1 d'una empresa d'hostatgeria i restauració i 3 d'empreses de serveis.
Dels 7 establiments de servei als particulars que hi havia el 2009, 1 era una oficina de correu, 1 guixaire pintor, 1 lampisteria, 2 electricistes, 1 restaurant i 1 agència immobiliària.
Dels 2 establiments comercials que hi havia el 2009, 1 era una botiga de menys de 120 m² i 1 un drogueria.
L'any 2000 a Saint-Jean-de-Touslas hi havia 19 explotacions agrícoles que ocupaven un total de 369 hectàrees.

## Equipaments sanitaris i escolars
El 2009 hi havia una escola elemental.

## Poblacions més properes
El següent diagrama mostra les poblacions més properes.